# Ravenna Nightmare Film Fest
Il Ravenna Nightmare Film Fest è un festival cinematografico italiano dedicato al Cinema di genere horror e fantastico che si tiene nella città di Ravenna dal 2003.

## Storia
Ideato da Franco Calandrini, che ne cura la direzione artistica, e da Maria Martinelli, attraverso la società Start Cinema, il Ravenna Nightmare Film Fest si pone l'obiettivo d'indagare il cinema dell'orrore in tutte le sue sfaccettature. Nel corso degli anni, poi, ha allargato i propri interessi ed i propri orizzonti anche in direzione di altri generi vicini all'horror: il noir soprattutto, ma anche il crime, il thriller, le ghost stories, il fantasy, il mistery. In sostanza tutti quei generi cinematografici che, semplificando, danno voce e corpo a quello che viene definito all'interno del Festival: il lato oscuro del cinema.
Il Festival si articola in due sezioni principali ed in diverse altre sezioni, che variano ad ogni edizione. Le due sezioni principali sono: il "Concorso Internazionale Lungometraggi" che presenta ogni anno quanto di meglio, a livello italiano ed internazionale, emerge nel cinema di genere ed il "Concorso Internazionale Cortometraggi" anch'esso incentrato su produzioni italiane ed internazionali di rilievo. Oltre alle sezioni principali ed a quelle inserite ad ogni edizione, si aggiungono eventi come: anteprime, retrospettive, master-class per studenti di scuole superiori ed universitari, incontri con registi ed autori per studenti di scuole elementari e medie. Al termine di ogni edizione vengono premiati, rispettivamente con un Anello d'Oro ed un Anello d'Argento, il Miglior Film ed il Miglior Cortometraggio. Inoltre in diverse edizioni sono stati dati premi da parte del pubblico, della critica e menzioni speciali, a registi, sceneggiatori e tecnici di effetti speciali.
Negli ultimi anni, il Ravenna Nightmare Film Fest ha incrociato la propria strada con quella di GialloLuna/NeroNotte, la rassegna ravennate di letteratura gialla e noir, diretta da Nevio Galeati. Il Ravenna Nightmare Film Fest  ha inoltre una propria piattaforma streaming. Nata dalla situazione emergenziale del 2020, Nightmare Legacy, la sala virtuale del festival, ripropone, in streaming,  film dell'edizione corrente e passata e da quest'anno è ospitata su MYmovies ONE, "la comunità più cinefila del Pianeta".
Nel 2023 si è svolta la 21ª edizione.

## Premi
- 2003
  - Anello d'oro premio del pubblico: Alter Ego, regia di Shimizu Takashi e Shibata Issey (Giappone)
  - Menzioni speciali: Alter Ego, regia di Shimizu Takashi e Shibata Issey (Giappone) ex aequo Bloody Mallory, regia di Julien Magnat (Francia)
- 2004
  - Anello d'oro miglior lungometraggio: Le lacrime di Kali (Tears of Kali), regia di Andreas Marschall (Germania)
  - Film segnalati: May, regia di Lucky McKee (Stati Uniti d'America) e Willard il paranoico (Willard) di Glen Morgan (Stati Uniti d'America)
  - Anello d'argento miglior cortometraggio: Inside Out, regia di Oliver Knott (Malaysia)
  - Candidatura per il Méliès d'Or per il miglior cortometraggio: The Carpenter and His Clumsy Wife, regia di Peter Foott (Irlanda)
- 2005
  - Anello d'oro miglior lungometraggio: Halloween Killer (Satan's Little Helper), regia di Jeff Lieberman (Stati Uniti d'America)
  - Menzione speciale: The Lost, regia di Chris Siverston (Stati Uniti d'America)
  - Anello d'argento miglior cortometraggio: The Ten Steps, regia di Brendan Muldowney (Irlanda)
  - Candidatura per il Méliès d'Or per il miglior cortometraggio: The Ten Steps, regia di Brendan Muldowney (Irlanda)
- 2006
  - Anello d'oro miglior lungometraggio: Them (Ils), regia di David Moreau e Xavier Palaud (Francia)
  - Menzione speciale per i migliori effetti speciali: Frostbiten, regia di Anders Barke (Svezia)
  - Menzione speciale per la miglior sceneggiatura: Il mistero del bosco (The Woods), regia di Lucky McKee (Stati Uniti d'America)
  - Anello d'argento miglior cortometraggio: Virus, regia di Jerker Josefsson (Svezia)
  - Candidatura per il Méliès d'Or per il miglior cortometraggio: Plastic, regia di Mark Davis (Regno Unito)
- 2007
  - Anello d'oro miglior lungometraggio: The Ugly Swans, regia di Kostantin Lopushansky (Russia)
  - Anello d'argento miglior cortometraggio: La dama en el Umbral, regia di Jorge Dayas (Spagna)
  - Premio speciale del pubblico: The Diabolikal Super-Kriminal, regia di Ss-Sunda (Italia)
- 2008
  - Anello d'oro miglior lungometraggio: Frontiers - Ai confini dell'inferno (Frontière(s)), regia di Xavier Gens (Francia)
  - Menzione speciale per i migliori effetti speciali: Eden Lake, regia di James Watkins (Regno Unito)
  - Menzione speciale per la miglior sceneggiatura: The Disappeared, regia di Johnny Kevorkian (Regno Unito)
  - Anello d'argento miglior cortometraggio: Las Horas Muertas, regia di Hartiz Zubillaga (Spagna)
- 2009
  - Anello d'oro miglior lungometraggio: The Human Centipede (First Sequence), regia di Tom Six (Paesi Bassi)
  - Menzione speciale: The Life and Death of a Porno Gang, regia di Mladen Djordjevic (Serbia)
- 2010
  - Anello d'oro miglior lungometraggio: Godspeed, regia di Robert Saitzyk (Stati Uniti)
- 2011
  - Anello d'oro miglior lungometraggio: Kidnapped, regia di Miguel Ángel Vivas (Spagna)
- 2012
  - Anello d'oro miglior lungometraggio: Inbred, regia di Alex Chandon (Regno Unito/Germania)
  - Anello d'argento miglior cortometraggio: Kellerkind, regia di Julia Ocker (Germania)
- 2013
  - Anello d'oro miglior lungometraggio: Oltre il guado, regia di Lorenzo Bianchini (regista) (Italia)
  - Anello d'argento miglior attore: Kevin Bishop in May I Kill You, regia di Stuart Urban (Regno Unito)
  - Anello d'argento miglior attrice: Victoria Almeida in El Desierto, regia di Cristoph Behl (Argentina)
  - Anello d'argento premio del pubblico: May I Kill You, regia di Stuart Urban (Regno Unito)
- 2014
  - Anello d'oro miglior lungometraggio: Big Bad Wolves, regia di Aharon Keshales e Navot Papushado (Israele)
  - Anello d'oro miglior regia: A Girl Walks Home Alone at Night, regia di Ana Lily Amirpour (Stati Uniti d'America)
  - Premio speciale della giuria: Summer of Blood, regia di Onur Tukel (Stati Uniti d'America)
  - Premio speciale del pubblico: Blood Moon, regia di Jeremy Wooding (Regno Unito)
  - Anello d'argento miglior cortometraggio: Solitudo, regia di Alice Lowe (Regno Unito)
- 2015
  - Anello d'oro miglior lungometraggio: Cord, regia di Pablo González (Germania/Colombia)
  - Anello d'oro miglior regia: Deep Dark, regia di Michael Medaglia (Stati Uniti d'America)
  - Premio speciale Weird Vision: Francesca, regia di Luciano Onetti (Argentina)
  - Premio speciale del pubblico: Goddess of Love, regia di Jon Knautz (Stati Uniti d'America)
  - Anello d'argento miglior cortometraggio: Adam and Eve Raised Cain, regia di Francesco Erba (Italia)
- 2016
  - Anello d'oro miglior lungometraggio: Johnny Frank Garrett's Last Word, regia di Simon Rumley (Regno Unito)
  - Anello d'argento miglior cortometraggio: The Disappearence of Willie Bingham, regia di Matthew Richards (Australia)
- 2017
  - Anello d'oro miglior lungometraggio: Midnighters, regia di Julius Ramsay (Stati Uniti d'America)
  - Premio della critica miglior regista: Simon Rumley, per Fashionista (Regno Unito)
  - Anello d'argento miglior cortometraggio: Cold Fish, regia di David Hay (Nuova Zelanda)
- 2018
  - Anello d'oro miglior lungometraggio: Bravo Virtuoso, regia di Levon Minasian (Francia/Belgio/Armenia)
  - Premio della critica miglior regista: Jakub Charon, per Totem (Polonia)
  - Anello d'argento miglior cortometraggio: Post Mortem Mary, regia di Joshua Long (Australia)
- 2019
  - Anello d'oro miglior lungometraggio: Nathan's Kindom, regia di Olicer J. Muñoz (Stati Uniti d'America)
  - Premio della critica miglior regista: Les Garҫons Sauvages, regia di Bertrand Mandico (Francia)
  - Anello d'argento miglior cortometraggio: Skin, regia di Guy Nativ (Stati Uniti d'America)
- 2020
  - Anello d'oro miglior lungometraggio: Spice Boyz, regia di Vladimir Zinkevich (Bielorussia)
  - Premio della critica miglior regista: Woman of the Photographs, regia di Takeshi Kushida (Giappone)
  - Anello d'argento miglior cortometraggio: Un Coeur d'Or, regia di Simon Fillot (Francia)
- 2021
  - Anello d'oro miglior lungometraggio: The Alternate, regia di Alrik Bursell (Stati Uniti d'America)
  - Premio della critica miglior regista: Post Mortem, regia di Péter Bergendy (Ungheria)
  - Anello d'argento miglior cortometraggio: Nattlekar-Night Games, regia di Henny Åman (Svezia)
- 2022
  - Anello d'oro miglior lungometraggio: Madre notturno, regia di Daniele Campea (Italia)
  - Premio della critica miglior regista: Kerr, regia di Tayfun Pirselimoğlu (Turchia)
  - Anello d'argento miglior cortometraggio: Scale, regia di Joseph Pierce (Belgio)
- 2023
  - Anello d'oro miglior lungometraggio: Come Home, regia di Nicole Pursell e Caitlin Zoz (Stati Uniti d'America)
  - Premio della critica miglior regista: It Remains, regia di Kelvin Shum (Hong Kong)
  - Anello d'argento miglior cortometraggio: Cultes, regia di David Padilla (Francia)